# Llista de còdecs

G.726

A continuació es mostra una llista de formats de compressió i còdecs relacionats.

## Formats Sense compressió
- La modulació de codi de pols lineal (LPCM, generalment només descrita com a PCM) és el format per a l'àudio no comprimit en fitxers multimèdia i també és l'estàndard per a CD-DA; tingueu en compte que als ordinadors, LPCM s'emmagatzema normalment en formats contenidors com WAV, AIFF o AU, o com a format d'àudio en brut, encara que tècnicament no és necessari.
  - FFmpeg
- Modulació de densitat de pols (PDM)
  - Direct Stream Digital (DSD) és estàndard per a Super Audio CD
    - Foobar2000 Super Audio CD Decoder (basat en el descodificador de referència MPEG-4 DST)
    - FFmpeg (basat en dsd2pcm)
- Modulació d'amplitud de pols (PAM)

## Formats de Compressió sense pèrdues
- S'utilitza activament
  - El més popular
    - Còdec d'àudio sense pèrdues gratuït (FLAC)
      - libFLAC
      - FFmpeg

    - Còdec d'àudio sense pèrdua d'Apple (ALAC)
      - Apple QuickTime
      - libalac
      - FFmpeg
      - Apple Music

    - Monkey's Audio (APE)
      - SDK d'àudio de Monkey
      - FFmpeg (només descodificador)

    - OptimFROG (OFR)
    - Tom's verlustfreier Audiokompressor (TAK)
      - TAK SDK
      - FFmpeg (només descodificador)

    - WavPack (WV)
      - libwavpack
      - FFmpeg

    - True Audio (TTA)
      - libtta
      - FFmpeg

    - Windows Media Audio Lossless (WMAL)
      - Codificador de Windows Media
      - FFmpeg (només descodificador)

  - Altres
    - DTS-HD Master Audio, també conegut com DTS++ i DCA XLL
      - libdca (només descodificador)
      - FFmpeg (només descodificador)

    - Dolby TrueHD – Estàndard per a DVD-àudio en Blu-ray (basat matemàticament en MLP)
      - FFmpeg

    - Meridian Lossless Packing (MLP), també conegut com Packed PCM (PPCM) – Estàndard per a DVD-àudio en DVD
      - FFmpeg

    - Codificació sense pèrdues d'àudio MPEG-4 (MPEG-4 ALS)
      - Programari de referència SSC, DST, ALS i SLS (ISO/IEC 14496-5:2001/Amd.10:2007)
      - FFmpeg (només descodificació)

    - Codificació sense pèrdues escalable MPEG-4 (MPEG-4 SLS) – Parts d'ell s'utilitzen en HD-AAC.
      - Programari de referència SSC, DST, ALS i SLS (ISO/IEC 14496-5:2001/Amd.10:2007)

    - RealAudio sense pèrdues
      - Jugador real
      - FFmpeg (només descodificació)

    - BFDLAC (Compressió d'àudio sense pèrdues BFD). Desenvolupament en curs.
      - Programari de bateria BFD3 de FXpansion. (2013-2017)

  - Curiositat
    - ATRAC Advanced Lossless (AAL) – Extremadament impopular
      - FFmpeg (només descodificador amb pèrdues)

    - Direct Stream Transfer (DST) : només s'utilitza per a Direct Stream Digital
      - Programari de referència SSC, DST, ALS i SLS (ISO/IEC 14496-5:2001/Amd.10:2007)
      - FFmpeg (només descodificador)

    - Qualitat de so original (OSQ) : només s'utilitza a WaveLab
      - FFmpeg (només descodificació)
- Descatalogat
  - Àudio sense pèrdua (LA) : no hi ha cap actualització durant més de 10 anys
  - Escurçar (SHN) – Oficialment descatalogat.
    - libshn
    - FFmpeg (només descodificació)

  - Compressió d'àudio predictiva sense pèrdues (LPAC) : predecessor de MPEG-4 ALS
  - Compressió d'àudio de transformació sense pèrdues (LTAC) - Predecessor de LPAC
  - MPEG-1 Audio Layer III HD (mp3HD) – Descatalogat oficialment
  - RK Audio (RKAU) – Descatalogat oficialment
    - FFmpeg (només descodificació)

## Formats de Compressió amb pèrdues
- Transformada cosinus discreta (DCT)
  - Transformació de cosinus discret modificada (MDCT, que s'utilitza en la majoria dels còdecs d'àudio que s'enumeren a continuació)

### Híbrid general/parla
- Codificació unificada de veu i àudio (USAC, MPEG-D Part 3, ISO/IEC 23003-3)
  - exhale (només codificador; codi obert)
- Estàndards IETF:
  - Opus ( ) – basat en el vocoder SILK i el còdec CELT
    - libopus
    - FFmpeg (descodificació i codificació experimental)
- Esborrany d'Internet de l'IETF
  - Còdec de veu IPMR - utilitzat al motor de veu i vídeo TeamSpirit de Spirit DSP

### Còdecs d'àudio neuronals
- Lyra (còdec) : s'utilitza a Google Duo
- Lyra V2: basat en el còdec neural SoundStream
- Satin (utilitzat per Microsoft Teams)
- Facebook EnCodec

## Formats de compressió de text
- BiM
- Llenguatge de marcatge continu de mitjans (CMML)
- MPEG-4 Part 17 (per exemple, 3GPP Timed Text)
- tyrec

## Formats de compressió de vídeo

### Sense compressió
- RGB 4:4:4 (només lineal, convertit per transferència i reduït en bits també com a tipus de compressió fins a uns 3:1 per a HDR)
- YUV 4:4:4/4:2:2/4:1:1/4:2:0 (tots els 4:4:4 inferiors es comprimeixen espacialment fins a 2:1 per 4:2:0 amb distorsions de color específiques ).
  - Intel IYUV
- Vídeo de 10 bits sense comprimir
- Senyal digital compost: utilitzat pels videocassets digitals d'emissió SMPTE D-2 i D-3
- Avid DNxUncompressed
- V210

### Senyals analògics
- Senyal d'emissió PAL
  - Pyctools-PAL (codi obert)
- Senyal de transmissió NTSC
  - gr-ntsc (codi obert)
- Senyal de RF LaserDisc
  - ld-decode (codi obert)
- Senyal RF VHS / S-VHS / U-Matic
  - VHS-Decode (codi obert)
- Senyal de banda base de vídeo compost (CVBS)
  - CVBS-Decode de VHS-Decode (codi obert)